# Bu'aale

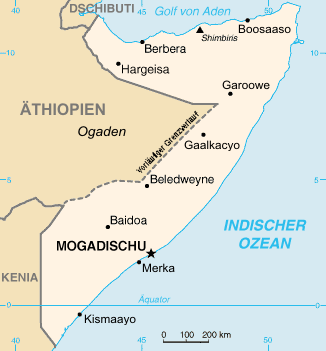
mapa geográfico da Somália

Bu'aale é uma cidade do sul da Somália, capital da região de Jubbada Dhexe. Está localizada no vale do rio Juba.
- Latitude: 01º 04' 60" Norte
- Longitude: 42º 34' 60" Leste
- altitude: 36 metros